# Vörös hiúz
A vörös hiúz (Lynx rufus) az emlősök (Mammalia) osztályának ragadozók (Carnivora) rendjébe, ezen belül a macskafélék (Felidae) családjába tartozó faj.
Az állat Észak-Amerika két hiúzfajának az egyike; a másik a kanadai hiúz (Lynx canadensis). A vörös hiúz a pleisztocén kor közepén jelent meg, körülbelül 1,8 millió évvel ezelőtt. Tizenkét alfajával hatalmas területet ural. Előfordulása Kanada déli részétől Mexikó északi részéig tart, így az Amerikai Egyesült Államok nagy részén megtalálható. A vörös hiúz jól alkalmazkodó ragadozó emlős, mivel sokféle élőhelyen képes megélni, például erdőkben, erdőszéleken, félsivatagokban, mocsaras vidékeken, de városok mellett is. Bár az ember terjeszkedik az élőhelyén, a vörös hiúz állományok stabilak és egészségesek.
Bundájának színezete a szürkétől a barnásig változik. Pofáján érzékelőbajszok vannak. Pamacsos, fekete füleivel nagyon hasonlít a többi középméretű hiúzra. Ez a faj kisebb, mint a kanadai hiúz, amellyel elterjedési területének egy részén osztozik. A házi macskánál kétszer nagyobb; mellső lábain fekete csíkok láthatók, csonka farkának a vége fekete. Az angol neve (bobcat) a csonka farokra utal.
A vörös hiúz elegáns állat. Széles mancsain nesztelenül oson a területén, és villámgyorsan elkapja zsákmányát, például a nyulat. Emellett akár rovarokat, rókákat, házi macskákat, rágcsálókat, fiatal szarvasokat és halakat is elejt. A zsákmány kiválasztása élőhelytől, évszaktól és annak bőségétől függ. Mint a legtöbb macskaféle, a vörös hiúz is magányos és területvédő, bár egyes területeik fedik egymást. A terület határát karomnyomokkal, vizelettel és ürülékkel jelöli meg. Szaporodási időszaka télen és tavasszal van. A vemhesség körülbelül két hónapig tart.
Habár ezt a macskafélét sportból és bundájáért vadászták, állományai még mindig egészségesek, a külső hatásoknak ellenállók. A rejtélyes vörös hiúz számos indián mitológiában és európai telepes népmesében is szerepel.

## Előfordulása

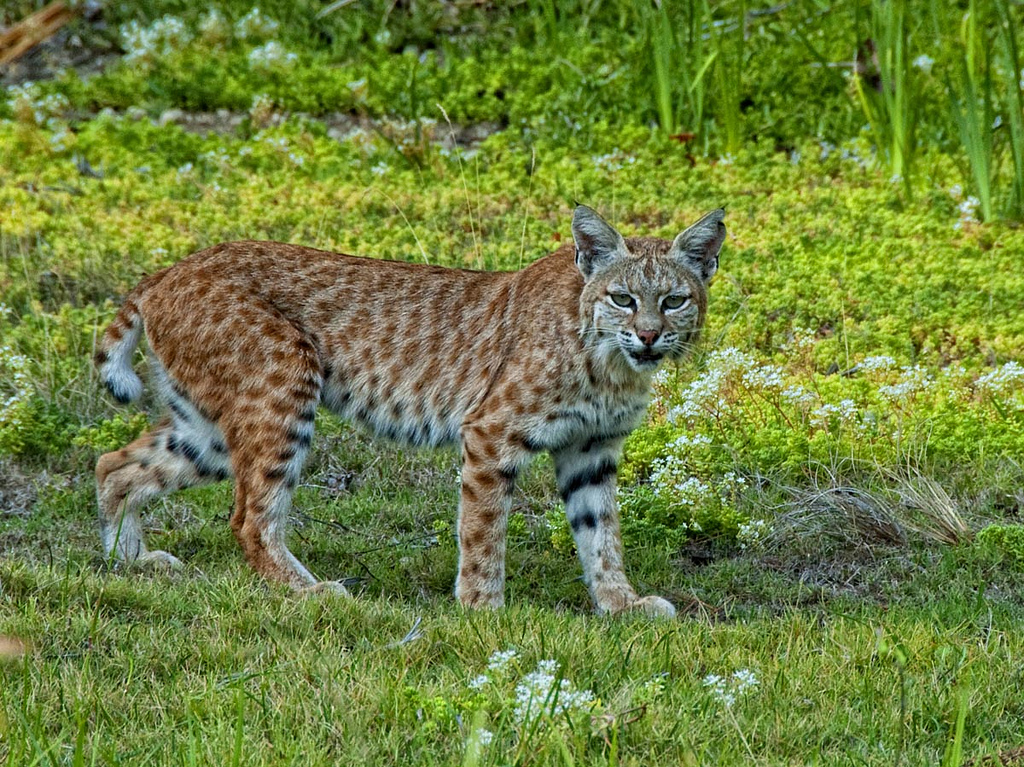
Előfordult Dél-Kalifornia egyik külvárosában is

A vörös hiúz alkalmazkodó állat, amely főleg a lombhullató- és a fenyőerdőket kedveli, de a többi hiúztól eltérően a megélhetése nem teljesen ezektől az élőhelyektől függ. Egyaránt megél Florida mocsaras vidékein, Texas sivatagos részein, de a hegyvidékeken is, akár a mezőgazdasági területeken is megtelepszik. Pettyes bundája jól álcázza az aljnövényzetben és a sziklás helyeken. Az állomány nagyságát a zsákmány bősége, az odúk száma és a környezet zavartalansága határozza meg. Kerüli azt a helyet, ahol az időjárás viszontagságos.
Amíg a kiválasztott terület megfelelő, az ember jelenléte sem zavarja, csak az ember által túlságosan használt területeken nem telepszik meg. Néha a külvárosok kertjeiben is látható. Ha kutya kergeti, akkor a fára menekül.

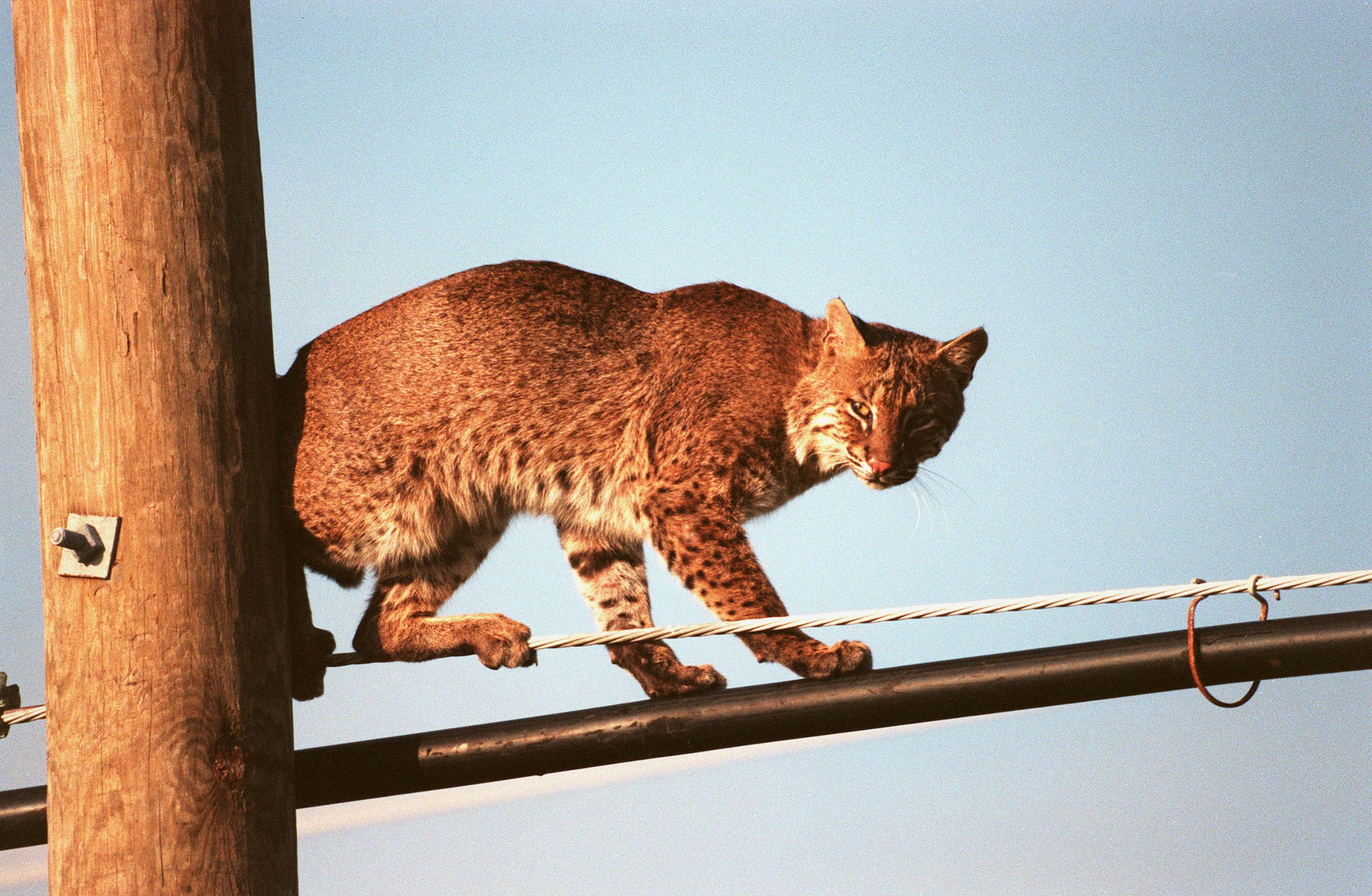
Villanyoszlopra menekült vörös hiúz Floridában

A vörös hiúz elterjedési területe Kanada déli részétől, az Amerikai Egyesült Államokon keresztül Mexikó délebbi, Oaxaca államáig terjed. Manapság nagyjából ugyanazt a területet uralja, amit az európaiak Amerikába érkezése előtt. Habár egyes térképek még mindig úgy mutatják, hogy Közép-Nyugaton és az Északkeleten (Dél-Minnesota, Kelet-Dél-Dakota, Missouri nagy része) még mindig élnek vörös hiúzok, a nagymértékű mezőgazdálkodás miatt az itt létük valószínűtlen. Ugyanakkor New York állam nyugati részén (Southern Tier és Central New York régiók) és Pennsylvaniában, ahol kihaltnak vélték, vörös hiúzokat láttak, ezt tetemek is alátámasztják. Ezen kívül Indiana északi részén is látták, sőt a michigani Albionban meg is öltek egyet. 2010. március elején a texasi Houston város egyik parkolójában a hatóságok vörös hiúzt fogtak és szállítottak el. Ugyanezen év augusztusában és szeptemberében Houston Pearland és Friendswood nevű külvárosaiban több vörös hiúzról számoltak be ottani lakosok.
Kanadában az állománya nem nagy, mivel jelenlétét meggátolja a nagy hó és a nála nagyobb testű kanadai hiúz. A vörös hiúznak nem tetszik a vastag hótakaró, és elbújva megvárja amíg a hóvihar eláll. Nincs olyan széles mancsa, mint a kanadai hiúznak, emiatt a nagy hóban nehézkes számára a járás. Bár a hótakaró és a kanadai hiúz nagyobb teste látszólag hátrányosan érinti ezt a macskafélét, a helyzet mégsem olyan rossz számára, mivel ahogy Új-Skóciában megfigyelték, a vörös hiúz agresszívebb a nagyobb rokonánál. A vörös hiúz előrenyomulását a kanadai hiúz területére az ember is segíti, mivel az erdőirtás és a mezőgazdaság következtében a nagyobb rokon mind északabbra szorul, mivel az nem kedveli az ember közelségét, és a erdőkre is szüksége van. Mexikó északi és középső részein, a bokros, fenyves és tölgyes helyeket választotta élőhelyéül. Elterjedési területének déli határa a Mexikó déli részén található trópusi erdők.
A vörös hiúz az Amerikai Egyesült Államok legelterjedtebb macskaféléje, annak ellenére, hogy a sportvadászok lövik, a farmerek pedig szőrméjéért vadásszák, különösen elterjedési területének északi részén.

## Rendszertani besorolása

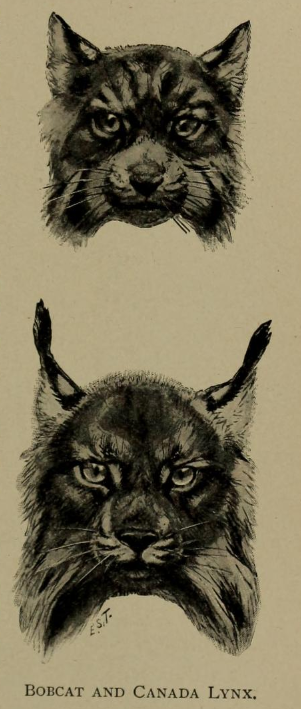
Ernest Ingersoll rajza (1906) a két amerikai hiúz fejéről; felül a vörös, alul a kanadai hiúz

Vita támadt akörül, hogy az állat tudományos neve Lynx rufus vagy Felis rufus legyen-e. A vita folytatása volt annak, amely szerint a Lynx nem négy faja valójában saját nemi rangot érdemel, vagy csak egyszerűen a Felis nem egyik alnemét alkotja. Manapság már elfogadott a Lynx nem önállósága, és a vörös hiúz is a Lynx rufus tudományos nevet kapta meg. Ezt a tudományos nevet 1777-ben Johann Christian Daniel von Schreber adta az állatnak.
Johnson és munkatársai jelentése szerint a vörös hiúz abba a kládba tartozik, amelybe a puma (Puma concolor), a Prionailurus-fajok és a házi macska is tartozik. Ez az ág körülbelül 7,15 millió éve létezik; a hiúzok mintegy 3,24 millió éve váltak le róla.
Feltételezések szerint a vörös hiúz az eurázsiai hiúz (Lynx lynx) leszármazottja, amely a Bering-földhídon keresztül jutott el Észak-Amerikába körülbelül 2,6 millió évvel ezelőtt. A kontinensre érkező első hullám délre szorult, mivel elkezdődött a következő eljegesedés. Ebből az elszigetelődött állományból 20 ezer év alatt fejlődött ki a vörös hiúz nevű faj. A második hullám a kontinens északi részére telepedett le, ennek utódai a kanadai hiúzok. A két amerikai hiúzfaj időnként kereszteződik egymással.

### Alfajok
Hivatalosan az alábbi 12 alfaj van elismerve:
- Lynx rufus baileyi Merriam, 1890 – az USA délnyugati része és Északnyugat-Mexikó
- Lynx rufus californicus Mearns, 1897 – Kalifornia, Sierra Nevada nyugati felén
- mexikói vörös hiúz (Lynx rufus escuinapae) J. A. Allen, 1903 – Mexikó középső része; a nyugati partmentén, Sonora déli részébe is benyúlik az elterjedése; a kipusztulás fenyegeti
- Lynx rufus fasciatus Rafinesque, 1817 – Oregon, Washington nyugati része, Északnyugat-Kalifornia és Délnyugat-Brit Columbia
- Lynx rufus floridanus Rafinesque, 1817 – az USA délkeleti része, a Mississippi medencéje, északra egészen Délnyugat-Missouriig és Dél-Illinois-ig
- Lynx rufus gigas Bangs, 1897 – Észak-New York állam, Új-Skócia és Új-Brunswick
- Lynx rufus oaxacensis Goodwin, 1963 – Oaxaca
- Lynx rufus pallescens Merriam, 1899 – szinonimája: Lynx rufus uinta; Északnyugat-USA, Dél-Brit Columbia, Alberta és Saskatchewan
- Lynx rufus peninsularis Thomas, 1898 – Alsó-Kalifornia
- Lynx rufus rufus Schreber, 1777 – az USA keleti és középnyugati részei
- Lynx rufus superiorensis Peterson & Downing, 1952 – a Nagy-tavak nyugati környéke, beleértve Michigan és Wisconsin északi részeit, Dél-Ontariót, valamint Minnesota nagy részét
- Lynx rufus texensis J. A. Allen, 1895 – Nyugat-Louisiana, Texas, Oklahoma déli-középső része, valamint a mexikói Tamaulipas, Új-León és Coahuila szövetségi államokban[1][16]

Egyes rendszerezők szerint egy tizenharmadik alfaj is létezik: a Lynx rufus mohavensis (B.Anderson) a kaliforniai Mojave-sivatagban.
Az alfajok elválasztása nehézkes, mivel helyenként a különböző alfajok elterjedési területe fedi egymást. Ezen felül az alfajok kinézete is igen hasonló.

## Megjelenése

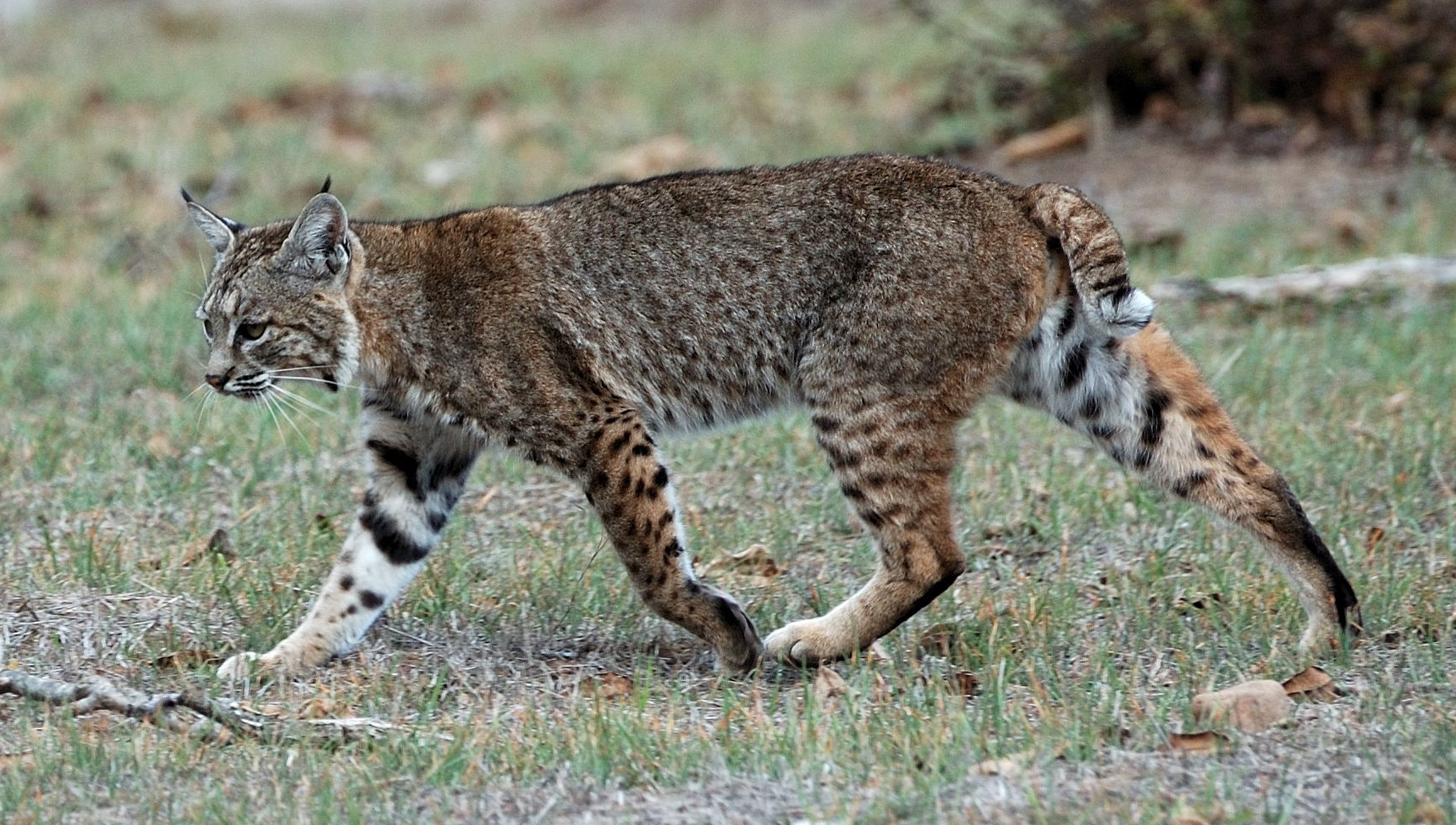
Kaliforniában is látták

Az állat nagyon hasonlít a többi hiúzfajra, de átlagos méretét tekintve a vörös hiúz a legkisebb. Szőrzetének színe változó, általában a sárgástól a barnásig változik, fekete mintázattal a testén. Mellső lábain fekete sávok láthatók, csonka farkának a vége is fekete. A bundán levő pettyek az álcázást segítik. A fülek fekete végűek és hegyesek, fekete szőrpamaccsal a csúcsukon. A száj, a pofa széle és testének alsó részei általában fehér színűek. A délnyugati sivatagokban élő példányok szőrzete a legvilágosabb, míg az északi erdőkben élőknek a legsötétebb. A kölykök pettyes bundával születnek. Néhány teljesen fekete példányt már láttak és fogtak is Florida területén. Habár ezek a floridai egyedek feketék, ha jól megnézzük őket, láthatjuk, hogy a mintázat is megvan rajtuk.
Pofája szélesebbnek tűnik, mint amilyen a valóságban. Ez a fül alatti hosszú szőrzetnek köszönhető. A hiúz szeme sárga, fekete pupillával, az orra rózsaszínes-vörös. A szőrzet alja a pofán, az oldalakon és a háton – alfajtól függően – szürke, sárga vagy barnásvörös. Kerek, fekete pupillái éjszaka kitágulnak, hogy minél jobban felhasználhassa a kevés fényt. E macskaféle hallása és látása éles, szaglása is kitűnő. Nagyon ügyesen mászik fára; úszni is jól tud, bár ha lehet, kerüli a vizet.
A kifejlett vörös hiúz fej-testhossza 47,5–125 centiméter, átlagosan 82,7 centiméter. A rövid farok 9–20 centiméteres. A felnőtt állat marmagassága 30–60 centiméter. A hím 6,4–18,3 kilogrammos, de általában csak 9,6 kilogramm tömegű. A nőstény 4–15,3, de általában 6,8 kilogrammos. A legnagyobb ismert példány 22,2 kilogrammot nyomott, nem hivatalos adatok szerint 27 kilogrammos állatok is vannak. Egy New Hampshire-ben, 2012. június 20-án elütött állat 27 kilogrammot nyomott. A legnagyobb példányok Kanada keleti részéről és Új-Anglia északi részéről kerülnek elő; ezek általában a Lynx rufus gigas alfajhoz tartoznak, míg a legkisebb hiúzok a délkeleti Lynx rufus floridanus alfaj képviselői. Az utóbbiak az Appalache-hegység déli részén élnek. A vörös hiúz izmos állat. Hátsó lábai hosszabbak, mint a mellsők, szökdöső járást kölcsönözve az állatnak. Az újszülött kölykök 25 centiméteresek és 270–340 grammosak. Az első évben elérik 4,5 kilogrammos testtömeget.
Az északi és nyílttérségi példányok nagyobbak a többieknél. Az USA keleti részén végzett morfológiai tanulmányok azt mutatják, hogy a legnagyobb hímek területén a legnagyobb nőstények élnek, ami a nemek közti természetes szelekcióra utal.

### Lábnyomai

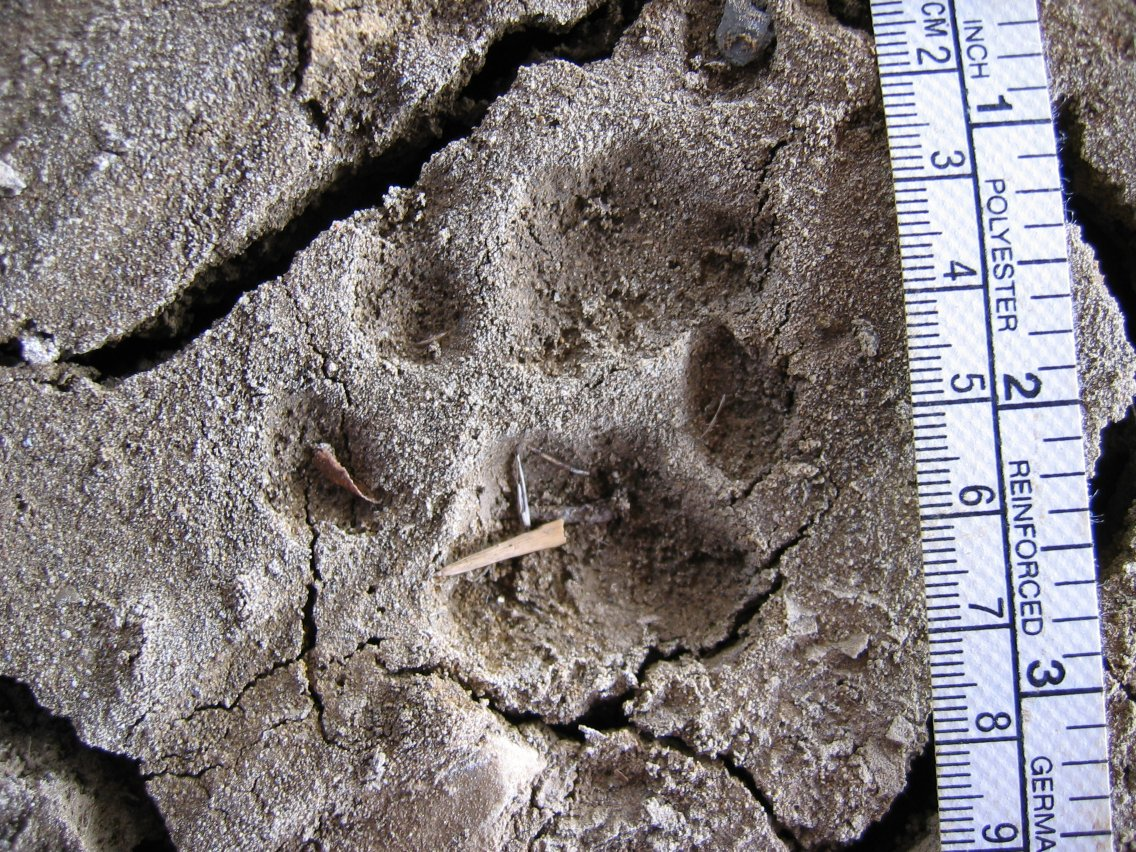
Lábnyoma a sárban

A vörös hiúz lábnyoma négy, karom nélküli lábujjat mutat, mivel, mint a macskafélék többségénél, a hiúznak is visszahúzható karmai vannak. A lábnyomok tulajdonosuk méretétől függően 2,5–7,6, átlagosan 4,5 centiméteresek. Járás közben a lábnyomok közti távolság 20–46 centiméter lehet, ami futás közben 1,2–2,4 méterre növekszik.
Mint a legtöbb macskaféle esetében, a vörös hiúznál is a hátsó lábnyom a mellső lábnyom széléhez ér. A vörös hiúz és a házi macska lábnyomait a méretük szerint különböztethetjük meg; az előbbi lábnyoma 13 négyzetcentimétert foglal el, míg a házi macskáé csak 10 négyzetcentimétert.

## Életmódja
A vörös hiúz magányosan él és éjszakai vadásznak számít, bár tevékenységének nagy részét hajnalban és alkonyatkor végzi, körülbelül 3–3 órát mindkét alkalommal. Minden éjszaka körülbelül 3,2–11 kilométert tesz meg a megszokott ösvényein. Szokásai az évszakok haladtával változnak, mivel ősszel és télen inkább áttér a nappali életmódra. Ez a változás a zsákmányállatok viselkedése miatt is történik, mivel ők az év e részeiben inkább nappal tevékenyek.

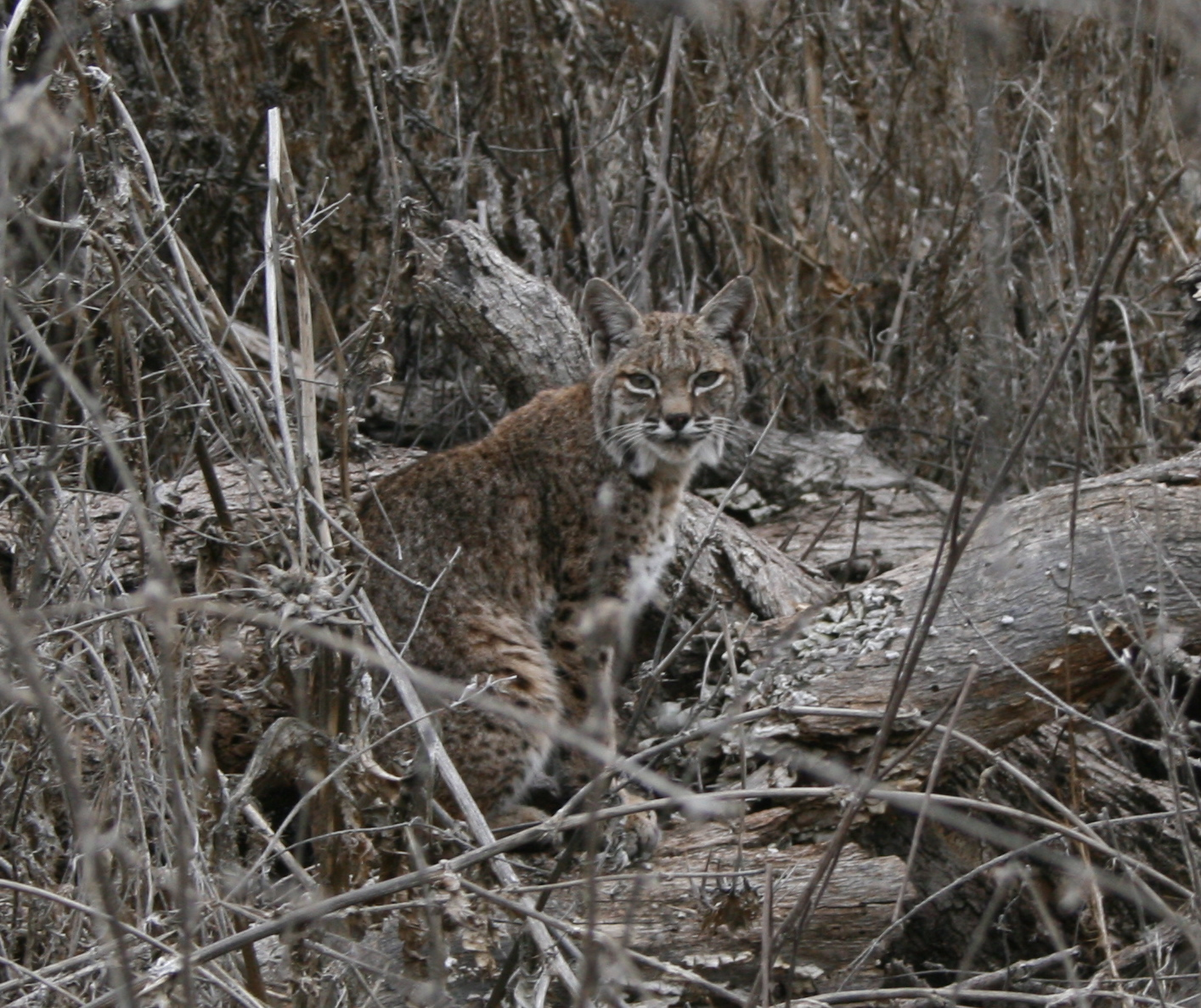
Az állat jól álcázza magát a környezetében

A felnőtt vörös hiúznak az emberen kívül kevés természetes ellensége van. A felnőtt állatok, ha nagy a tét (jó vadászterület vagy pár) néha megölhetik egymást. A puma és a szürke farkas (Canis lupus) vadászhatnak rá, ahogyan ezt a Yellowstone Nemzeti Parkban teszik. Falkában a prérifarkasok is ölnek felnőtt és kölyök hiúzokat. A kölyköket nagy testű baglyok, sasok, rókák, de még egyéb felnőtt hiúzok is megfogják, ha a táplálékkínálat lecsökken. Kevés kölyök éri el a felnőttkort.
Elhullanak az állatok még betegségek, balesetek, vadászás, gépkocsibalesetek és az éhínség következtében is. A fiatalok körében akkor a legnagyobb a ráta, amikor elhagyták az anyjukat, de még nem tudnak jól vadászni. Egy kutatás, amely 15 fiatal vörös hiúzt figyelt meg (a „csoportban” mindkét nembéli állat szerepelt), azt állapította meg, hogy a tanulmányozás végén már csak egy figyelt példány maradt életben. Ha a táplálékkínálat nagyon lecsökken, ritka esetben a kannibalizmushoz is folyamodnak; ez azonban nem érinti jelentősen a hiúzállomány nagyságát.
A vörös hiúz külső élősködői főleg a kullancsok (Ixodidae) és a bolhák (Siphonaptera). Ha fertőzött nyúllal vagy mókussal táplálkozott, akkor azok élősködőit is átveszi. A belső élősködők is gyakoriak a vörös hiúzban. Egy kutatás szerint a vörös hiúzok 52 százaléka Toxoplasma gondiival fertőzött, de a különböző élőhelyeken változó a fertőzöttségi arány. A Lynxacarus morlani-nak nevezett atkát nemrég fedezték fel a vörös hiúzon. Még nem ismert, hogy az élősködők és a betegségek hány hiúzt ölnek meg az év során elpusztult állatok közül, de az biztos, hogy többet, mint amennyit a ragadozók, a gépkocsibalesetek és az éhínség együtt okoznak.
Az állat a vadonban általában 6–8 évig él, de elérheti a 10 éves kort is. A vadonban 16, míg fogágban 32 év a rekord.

### Viselkedés és terület

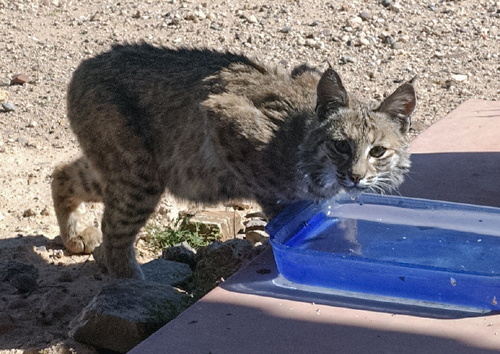
Vörös hiúz egy mesterséges itatóhelynél, Arizonában

Ez a hiúzfaj csakis a saját területén tevékenykedik. Az egyik területet a másiktól az ürülék, a vizelet és a karomnyomos fák határolják el. A jól körülhatárolt „birtokok” nagysága az állat nemétől és a zsákmányállatok sűrűségétől függ. A hiúznak a területén számos búvóhelye van. Ezek általában faodúból, bokrokból, sűrű aljnövényzetből és üregekből állhatnak. Mindig van egy főszálláshelye, főleg ha nőstényállatról van szó. A búvóhely tulajdonosáról az erős vöröshiúzszag árulkodik.
A Természetvédelmi Világszövetség (IUCN) felmérései szerint a vörös hiúz vadászterülete 0,052–330 négyzetkilométer között van, bár az átlagos nagyságú területek 100 négyzetkilométernél nemigen nagyobbak, és ezeknek is a peremét más hímek vadászterülete fedheti át. Az átlag vadászterület azonban csak 21 négyzetkilométer. A nőstények territóriuma körülbelül fele ekkora, ezek viszont szinte sohasem fedik át egymást. Egy hím vadászterületén belül rendszerint két vagy három nőstény él. Vannak nomád példányok is, amelyek bár rendelkeznek területtel, mégis el-elcsatangolnak más területekre. A fiatal példányok átlagosan 7,8 négyzetkilométeres vadászterülettel kezdik a felnőttkort. A kutatások szerint a hím állatok távolabb telepednek le a „szülőháztól”, mint a nőstények.
Az évszakok is meghatározhatják a vadászterület méretét; míg nyáron, ha egy hím 41 négyzetkilométeres területet ural, télen, akár 100 négyzetkilométeresre is növelheti birodalmát. Ugyanígy tesznek a szaporodásképes nőstények is. A hím néha teljesen elhagyhatja vadászterületét, hogy egészen máshol telepedhessen le. Egyes USA-beli államokban sem az évszak, sem a kölykök jelenléte nem veszi rá a felnőtt állatot, hogy megnagyobbítsa területét.
A vörös hiúz – habár általában magányos állat – egyedeinek vadászterülete néha fedheti egymást. A legtöbb macskafélétől eltérően a vörös hiúz hímek viszonylag jól tűrik egymás társaságát, míg a nőstények elzárkózva szeretnek élni. Mivel a nőstények területe jóval kisebb, mint a hímeké, egy hím területén 2–3 nőstény is élhet. Ha egy adott helyen több vadászterület is fedi egymást, a hímek között rangsor jön létre, és ekkor már a nomád példányokat sem tűrik meg.
Kaliforniai megfigyelés szerint egy 65 négyzetkilométeres területen 1–38 állat élhet, ami átlag öt hiúz tíz négyzetkilométeren. Az állománysűrűség és a nemek aránya azt mutatta, hogy egy nőstényre két hím jutott, ami arra enged következtetni, hogy a hímek jobban megtűrik egymást, mint a nőstények, amivel a túlszaporodás veszélyét kerülik el, mivel a kisebb vadászterülettel és szaporodóképességgel rendelkező nőstény kevesebb kölyöknek tud életet adni.

### Hangja
A vörös hiúz hangja általában halkan csipogó, torok morgás. Habár ez a macskaféle nem akkora testű, mint az oroszlán vagy a tigris, azért mégis feltűnően mély és hosszú hangokat is képes kiadni. Egyesek szerint az állat hangja olyan, mint a nők vagy gyermekek visítása. Ez a hiúz-faj néha olyan hangokat hallat, mint egy házi macska. A kiadott hang erőssége, magassága és gyakorisága az évszakoktól függően változó. A leggyakrabban a szaporodási időszakban hallatja hangját, az év többi részében nagyjából csendes állat. Ha egymás területére lépnek, hamarább egymásra nyávognak, hogy elkerülhessék a fölösleges vérontást és sérüléseket.

### Táplálkozása

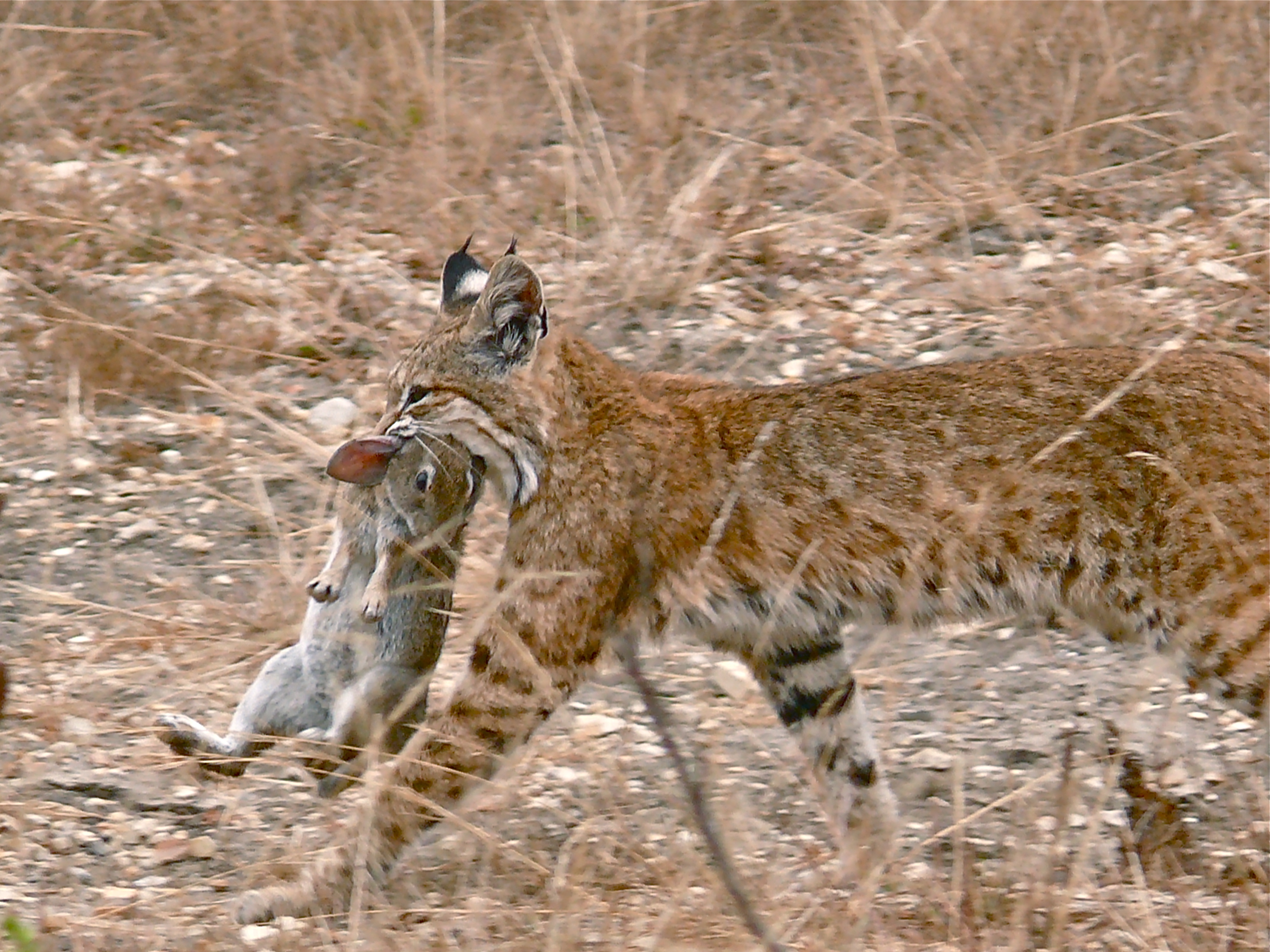
A nyúl a legfőbb tápláléka

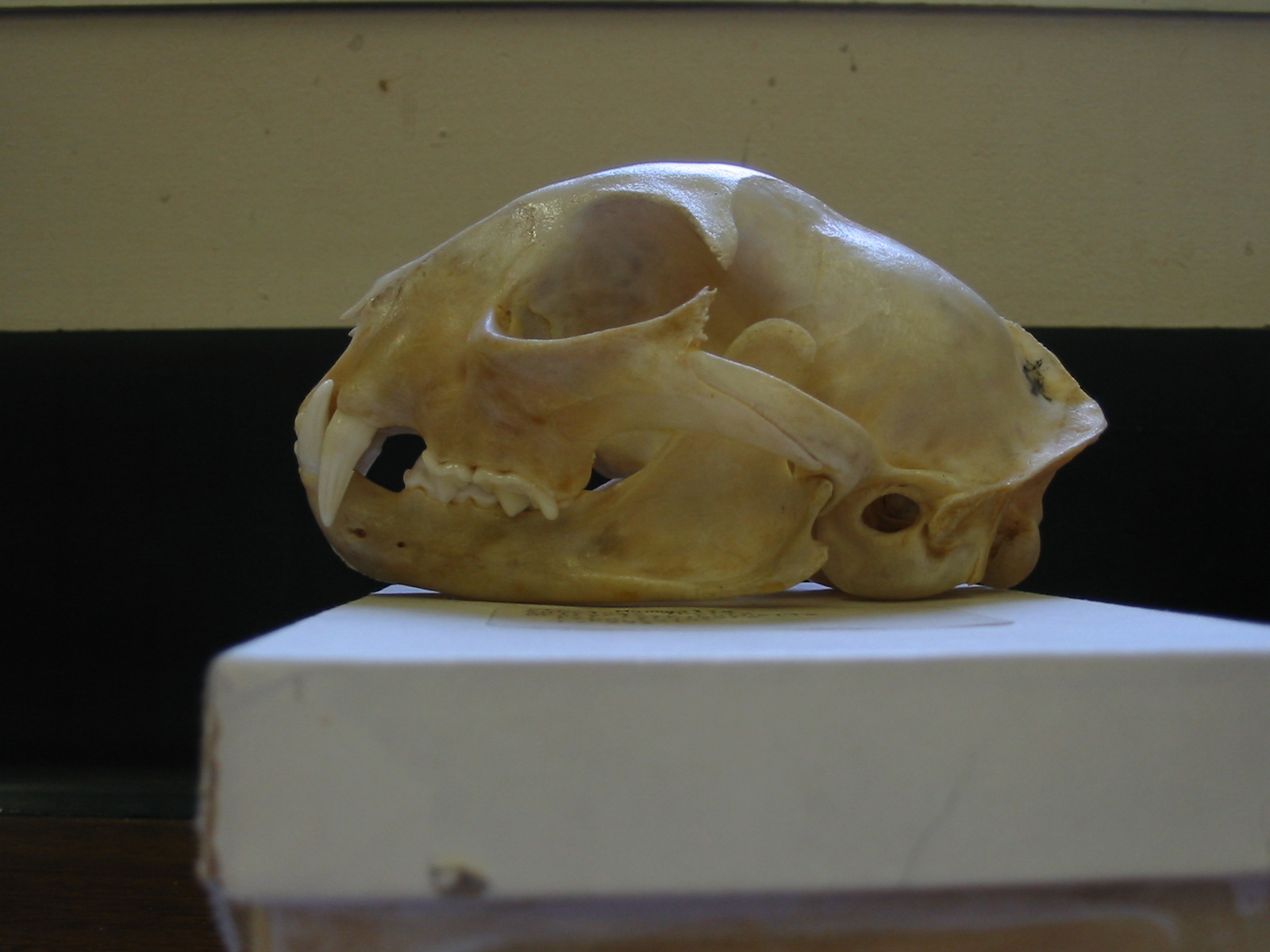
Koponyájának erős felépítése miatt a zsákmányállatok koponyáját is képes átharapni

A vörös hiúz hosszú ideig is kibírja éhen, de amikor táplálékbőségre akad, teletömi magát. A táplálékszegény időszakokban a hiúz nagyobb állatokat is zsákmányol, hogy aztán több napon át felkereshesse a dögöt. Fő vadászmódszere a lesből támadás, amelyet néha rövid futás, gyakrabban egy szökkenés követ. Főképpen az öt kilogramm körüli zsákmányt kedveli. Tápláléka élőhelytől függően változó. Az USA keleti részén a floridai üreginyúlat (Sylvilagus floridanus) kedveli, míg elterjedésének északi részén a hócipős nyúlra (Lepus americanus) jár rá. Ha ez a két nyúlfaj egy helyen megtalálható, mint ahogy Új-Angliában is, a vörös hiúz szinte teljesen csak velük táplálkozik. Étlapján, élőhelyének déli részén, a nyúlféléket néha a Sigmodon-fajok váltják fel. A vörös hiúz, a kanadai hiúztól eltérően, amikor esély adódik rá, akármire ráveti magát, mindenféle táplálékkínálatot kihasználva. Fő zsákmányállata sűrűségének a növekedése, illetve a csökkenése, határozza meg a vörös hiúz étrendjét (ha sok van az adott zsákmányból, inkább azt vadássza, viszont ha kevés van belőle, az egyéb állatfajokból is zsákmányol); ennek a változatos étlapnak köszönhetően a vörös hiúz ritkán éhezik.
A hiúz sokféle méretű állatot képes megfogni, vadászmódszereit a zsákmány nagyságához igazítja, vagyis képes alkalmazkodni. A kisebb állatok esetében, mint amilyenek a rágcsálók, a mókusok, a madarak, a halak és a rovarok, a vörös hiúz lapulva várakozik, amíg a kisállat közel nem ér, aztán pedig visszahúzható karmaival ráveti magát. Valamivel nagyobb állatok esetében (például nyúlfélék), a hiúz megvárja, amíg a tapsifülesek 6–11 méteres közelségébe érnek, aztán rövid futás után elkapja őket. Ritkábban fiatal patásokat, rókákat, menyétféléket, bűzösborzféléket, kisebb kutyákat és házi macskákat is zsákmányol. A lármás daru (Grus americana) legnagyobb ellenségének számít. Időnként haszonállatokra és baromfiakra is vadászik. Habár a szarvasmarhára és a lóra nézve nem, a juhok és házi kecskék számára nagy veszélyt jelent. A National Agricultural Statistics Service szerint 2004-ben a vörös hiúzok 11 100 juhot öltek meg, ami a ragadozók által megölt juhoknak 4,9 százalékát teszi ki. Ez azonban nem tűnik biztosnak, mivel közismert tény, hogy a vörös hiúzok dögevésre is vetemednek, más ragadozóállatok által megölt áldozatokból is táplálkoznak.
A vörös hiúz szarvasokra is vadászik, főleg télen, amikor az apróvad ritkább, vagy amikor eljön a szarvasok ellési időszaka, sok újszülőtt és fiatal szarvasborjú található az aljnövényzetben. A floridai Everglades Nemzeti Parkban egy megfigyelés alatt tartott példány 33–39 szarvasborjút fogott meg. Az állat akár nyolcszor súlyosabb áldozatot is zsákmányolhat. Szarvasvadászatkor a hiúz megvárja, amíg a szarvas lefekszik, aztán gyors futás után karmaival az áldozat nyakára veti magát, s csak azután próbálja megharapni a nyakát vagy a fejét. Ha szarvast fogott, amelyet persze nem tud egyből elfogyasztani, a hiúz előbb teletömi magát, aztán a megmaradt részt elássa a hó vagy lehullott levelek alá, később pedig vissza-visszatér enni belőle.
Az állat vadászterülete megegyezhet egyéb ragadozófajok vadászterületével is. A Maine állambeli kutatások szerint habár a vörös hiúz, a prérifarkas (Canis latrans) és a vörös róka (Vulpes vulpes) vadászterületei néhol fedik egymást, a ragadozó állatok között nincs nagy versengés, és a területi átfedések inkább véletlenszerűek. Egyéb kutatások szerint a vörös hiúz egyedszáma csökken ott, ahol a prérifarkas nagyobb számban van jelen. Ez annak is tulajdonítható, hogy a prérifarkasok falkákban élnek, és ily módon könnyen elzavarhatják a magányos macskafélét. A kanadai hiúz déli térhódítását a vörös hiúz akadályozza meg; az életképesebb kisebb rokon jobban alkalmazkodik és agresszívebb, mint a nagyobb testű hiúz.

## Szaporodása

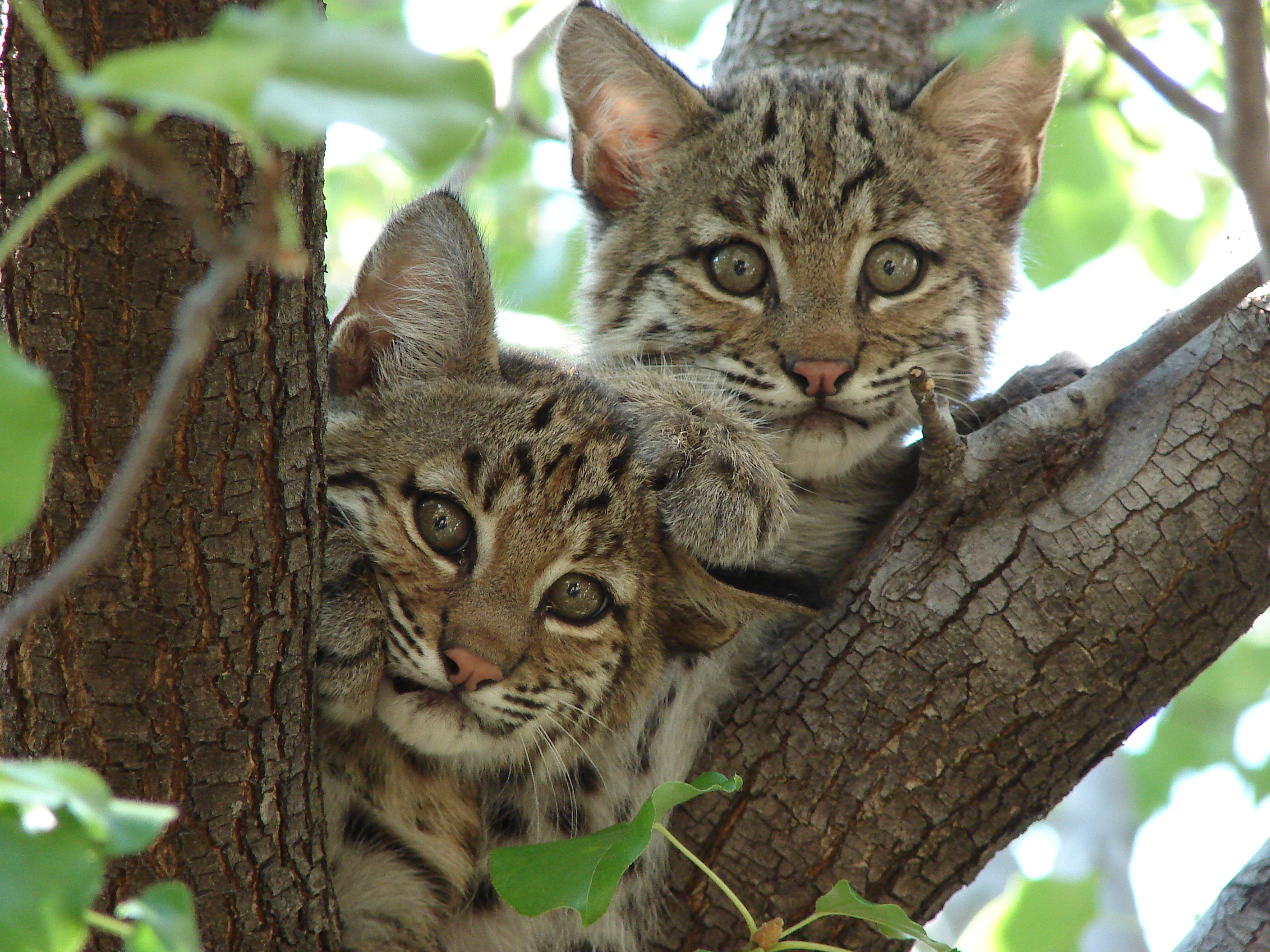
2–4 hónapos kölykök Texas északi részén

Az ivarérettséget egyéves korban éri el; a hímek legkorábban kétéves korukban párosodnak, bár már az előző év szeptemberében vagy októberében elkezdődik a hímivarsejt termelés. A párzási időszak téltől kora tavaszig tart, azonban a párzások többsége február és március között zajlik le. A párzási időszak kis eltérésekkel élőhelyenként változó. Ebben az időben a hím mindenhová követi a nőstényt, és naponta többször is párosodhatnak. A párosodások között futkosnak, bújócskáznak és lesből egymásra támadnak. Ha más hím kerül a közelbe, a jövevény általában nem avatkozik be a pár kapcsolatába. Párosodás közben a hím állat – a macskafélék módszere szerint – elkapja a nőstény nyakának a hátsó részét. Párzás után az állatok nem maradnak hűek egymáshoz, mindkét nembéli állat más-más példányokkal párosodhat. Az udvarlás alatt az egyébként csendes hiúz nyávog, visít és sziszeg. Texasi kutatások azt mutatták, hogy csak azok a példányok szaporodnak, amelyek vadászterületet birtokolnak. A nőstény 44 naponként 5–10 napig fogamzásképes. Miután elérte az ivarérettséget, az állat egész életében képes marad a szaporodásra.
A vemhesség 60–70 napig tart. Az alomban 1–6, de általában 2–4 kölyök születik áprilisban vagy májusban. Néha második alom is születhet, amely szeptember végén jön világra. Az ellés kisebb barlangban vagy faodúban történik meg. A kölykök 9–10 nap múlva nyitják ki a szemüket, és még nyolc hétig szopnak, bár már négy hetes korukban elkezdenek mászkálni a környéken, 3–5 hónaposan anyjukkal járják a vadászterületet. Életük első őszén már vadásznak; rövidesen anyjukat elhagyva szétszóródnak. Michiganben már megfigyeltek olyan példányokat is, amelyek a következő tavaszig anyjukkal maradtak. A nőstény egyedül neveli fel a kölyköket.

## A vörös hiúz és az ember

### Védelmi intézkedések és a mai helyzet

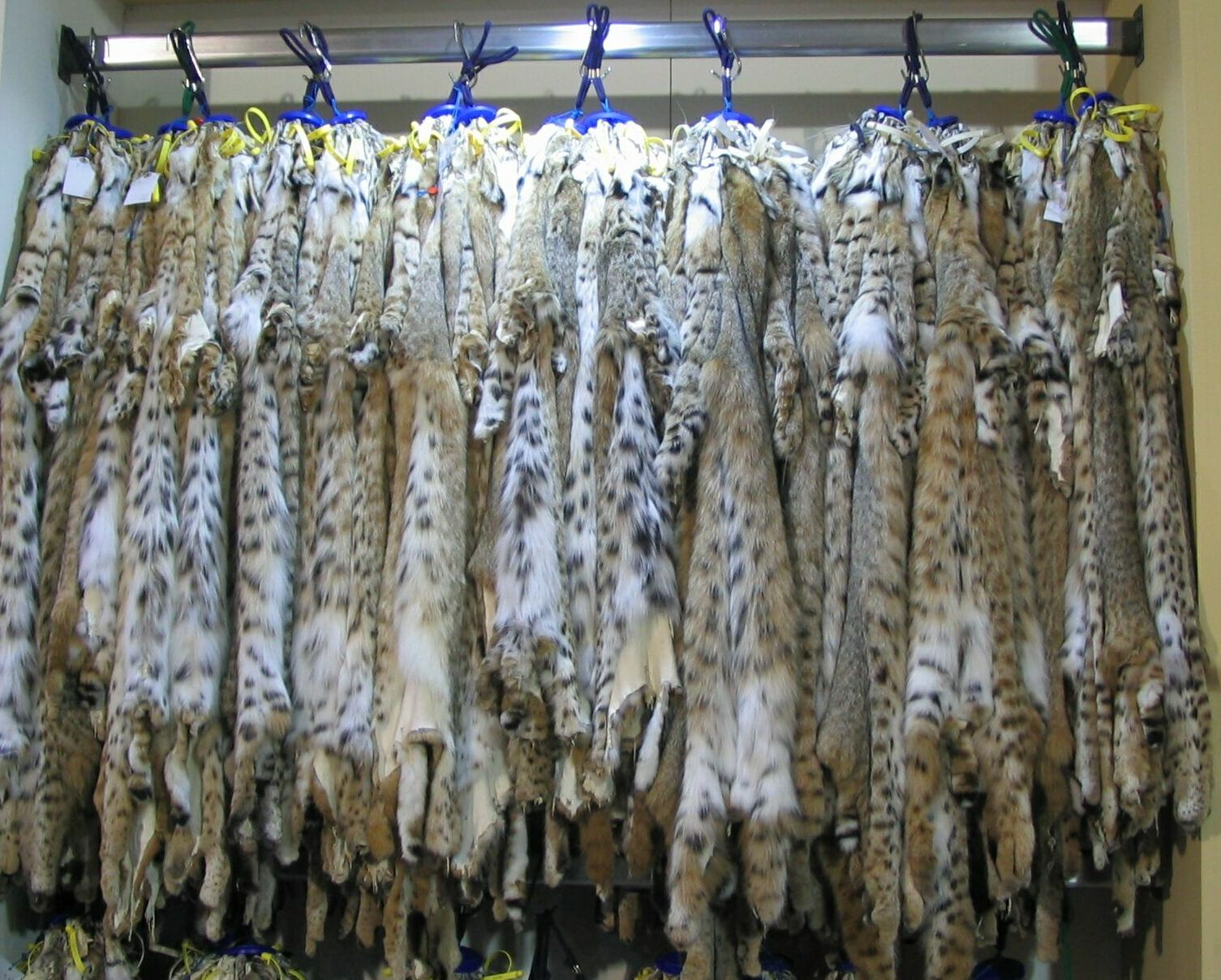
Szép bundája miatt rengeteg állat pusztult el

A vörös hiúz a Washingtoni egyezménynek (CITES), csak a 2. listáján szerepel, ami azt jelenti, hogy nincs a kihalás szélén, de azért vadászatát és a vele való kereskedelmet csakis szigorú szabályok mellett lehet űzni. Az állat vadászatához mind a három országban engedély szükséges. Az USA-ban, fő elterjedési területén több védett területet is alkottak számára. 1988-ban az U. S. Fish and Wildlife Service szerint az Amerikai Egyesült Államok területén körülbelül 700 000 és 1 500 000 közötti számú vörös hiúz élt, de mivel elterjedési területe és állománynagysága növekedőben volt, elképzelhető, hogy a mai állomány jóval nagyobb. Éppen ezért az USA megkérte a CITES-t, hogy vegye le az állatfajt a 2. listáról. A kanadai és a mexikói állományok is stabilak és egészségesek. A Természetvédelmi Világszövetség (IUCN) nem fenyegetett fajnak minősíti ezt a macskafélét, mivel elterjedési területe hatalmas, és állományai is nagyok. Az egyetlen kevésbé ismert állomány Mexikó déli részén él.

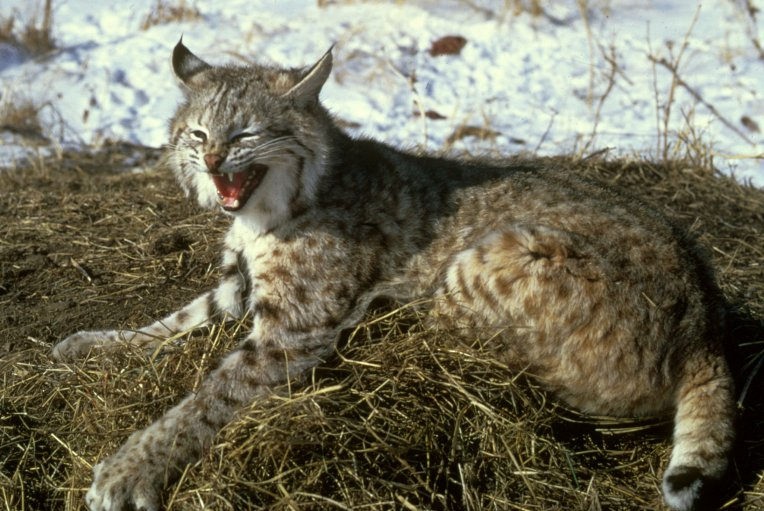
Bár manapság újra vadásszák, állományai stabilak

Ohio, Indiana és New Jersey államokban veszélyeztetett fajnak számít. 1999-ben Illinois-ban és 2003-ban Iowában levették a veszélyeztetett fajok listájáról. 1970–1999 között Pennsylvaniában tilos volt a vadászata, de manapság már lőhető és csapdázható. New Jersey-ben a 19. század és a 20. század fordulójánál a vörös hiúz állományok erősen lecsökkentek, főleg a mezőgazdaság és az építkezések következtében. Ebben az államban 1972-től teljes védelmet élvezett, 1991-től felkerült a veszélyeztetett fajok listájára. A mexikói Lynx rufus escuinipae az U.S. Fish and Wildlife Service szerint veszélyeztetett alfajnak tekintette, de 2005-től lekerült a listáról.
Ezt a hiúzfajt egyaránt vadászták sportvadászok és szőrmekereskedők. Vadászata és csapdázása ellenére a vörös hiúz állományok stabilak maradtak, még az USA déli részein is, ahol ipari mértékű irtása folyt. Mivel a kölykök életük első hónapjaiban anyafüggők, a vadászat igen veszélyezteti őket (ha az anyaállatot megölik, a kölykök éhen halnak). Az 1970-es–1980-as években a vöröshiúzszőrme igen keresett és drága árucikké vált, emiatt az állat vadászata igen nagy mértéket ért el, de szerencsére az 1990-es évek elejére a bundák ára lecsökkent, így a vadászata is. Manapság rendszeres vadászata folyik; az elhullott vörös hiúzok fele a vadászat számlájára írandó. Ennek következtében a legtöbb állat télen pusztul el, amikor is vadászszezonja nyitott.

### Vörös hiúzok a kultúrában
Az indián mitológiában a vörös hiúzt és a prérifarkast egymással társítják, mint ellentéteket. A hiúzt és a prérifarkast sokszor a köddel és a széllel hasonlítják – az indián kultúrákban ezt a két időjárási jelenség ellentétnek számít. E történetek alapja számos észak- és dél-amerikai indián népmesében is szerepel. A különbség az elbeszélésben van. A nez percék egyik történetében, a két állat ellentétet alkot, míg más történetben az állatok egyenjogúak és ugyanazon az oldalon állnak. Claude Lévi-Strauss belgiumi születésű francia szociológus, etnológus és antropológus szerint az Újvilágban az ikertestvéri ellentét kedvelt téma, és az óvilági történetektől eltérően, ahol a jó és a gonosz majdnem egyforma erős, az újvilági történetekben az egyik fél valamivel jobban fel van vértezve, mint az ellenfele. Szintén Lévi-Strauss szerint az indián népmesék történetének az időbeni változásai az egyre erősebb európai érintkezésnek tulajdoníthatók; vagyis az újvilági népmesék, egyre jobban kezdtek hasonlítani az európai népmesékre, ugyanúgy a szereplőik is. A korábbi nez percék történetei összetettebbek, mint a későbbi változatok, és a történet lényege is teljesen megváltozott.
Egy sóni népmesében, amely a vörös hiúz pettyeinek a történetéről szól, a nyúl becsapja a hiúzt. Miután a hiúz felkergette a nyulat a fára, tüzet rakott a fa alá, de a parázs rápattant a hiúzra, égési nyomokat hagyva rajta; így lett pettyes. A mohavé indiánok szerint, ha valamilyen élőlénnyel vagy tárggyal álmodsz, akkor megkapod annak a tulajdonságait. Például ha pumával vagy vörös hiúzzal álmodott valaki, akkor az ügyes vadásszá változott. A kontinensre érkező európaiak is kedvelték ezt az állatot vadsága és szépsége miatt; az USA-ban „a nemzeti néprajz antológiájában jelentős szerepe van”.

## Fordítás
- Ez a szócikk részben vagy egészben  a   Bobcat című angol Wikipédia-szócikk ezen változatának fordításán alapul.  Az eredeti cikk szerkesztőit annak laptörténete sorolja fel. Ez a jelzés csupán a megfogalmazás eredetét és a szerzői jogokat jelzi, nem szolgál a cikkben szereplő információk forrásmegjelöléseként.